# سانتا لوسيا (بارانا)
سانتا لوسيا، بارانا بلدية في ولاية بارانا في المنطقة الجنوبية من البرازيل.